# Choke (bok)
Choke är en roman från 2001 av Chuck Palahniuk. Boken filmatiserades av regissören Clark Gregg och släpptes 2008.

## Handling
I boken följer vi under ett par månaders tid Victor Mancini och hans vän Denny med många tillbakablickar till Victors barndom. Victors mor ansågs inte kapabel att ha vårdnad om Victor vilket gjorde att hon ett flertal gånger kidnappade Victor från sina fosterföräldrar. Gång efter annan så blev de dock uppspårade och Victor togs om hand av de sociala myndigheterna för att därefter placeras ut i ett nytt fosterhem.
Handlingen som utspelar sig i nutid gestaltar Victor som en man i 25-årsåldern som hoppat av läkarutbildningen för att hitta ett jobb så att han kan ta hand om sin svaga mor som nu ligger inlagd på ett vårdhem. Han har inte råd med den vård som hans mor behöver och beslutar sig därför för att bli en bedragare. Han går till olika restauranger och halvvägs genom sin middag sätter han medvetet i halsen så att han kan lura en "god samarit" att rädda hans liv. Han håller noggrant reda på vilka som har räddat honom och skickar dem sedan brev och påhittade räkningar som han inte kan betala. De goda samariterna tycker synd om honom och skickar vykort och brev för att fråga hur han mår och skickar också pengar för att hjälpa honom med räkningarna.